# BMW M40
BMW M40 – silnik BMW produkowany w dwóch wersjach

## M40 B16
| Liczba cylindrów                            | 4                                           |
| Średnica cylindrów                          | 84 mm                                       |
| Skok tłoka                                  | 72 mm                                       |
| Pojemność                                   | 1596 cm³                                    |
| Stopień sprężania z katalizatorem           | 9,1:1                                       |
| Stopień sprężania bez katalizatora          | 9,1:1                                       |
| Moc maksymalna z katalizatorem              | 73 kW przy 4300 obr./min                    |
| Moc maksymalna bez katalizatora             | 75 kW przy 4800 obr./min                    |
| Obroty maksymalne                           | 6000 obr./min (chwilowe 6200 obr./min)      |
| Maksymalny moment obrotowy z katalizatorem  | 141 Nm przy 4250 obr./min                   |
| Maksymalny moment obrotowy bez katalizatora | 143 Nm przy 4250 obr./min                   |
| Typ układu rozrządu                         | Pojedynczy wałek w głowicy cylindrów (SOHC) |

## M40 B18
| Liczba cylindrów                            | 4                                           |
| Średnica cylindrów                          | 84 mm                                       |
| Skok tłoka                                  | 81 mm                                       |
| Pojemność                                   | 1796 cm³                                    |
| Stopień sprężania z katalizatorem           | 8,8:1                                       |
| Stopień sprężania bez katalizatora          | 8,8:1                                       |
| Moc maksymalna z katalizatorem              | 84 kW przy 5500 obr./min                    |
| Moc maksymalna bez katalizatora             | 85 kW przy 5500 obr./min                    |
| Obroty maksymalne                           | 6000 obr./min (chwilowe 6200 obr./min)      |
| Maksymalny moment obrotowy z katalizatorem  | 162 Nm przy 4250 obr./min                   |
| Maksymalny moment obrotowy bez katalizatora | 165 Nm przy 4250 obr./min                   |
| Typ układu rozrządu                         | Pojedynczy wałek w głowicy cylindrów (SOHC) |